# Tricula montana
Tricula montana là một loài động vật chân bụng trong họ Pomatiopsidae. Nó là loài đặc hữu của Ấn Độ.